# Glanhofen (Feldkirchen in Kärnten)
Glanhofen ist eine Ortschaft in der Stadtgemeinde Feldkirchen in Kärnten in Österreich mit 256 Einwohnern (Stand 1. Jänner 2025).
Sie befindet sich in der gleichnamigen Katastralgemeinde. Bis zum Jahr 1973 war Glanhofen eine eigenständige Gemeinde.

## Geschichte
Im Ort befindet sich die dem heiligen Laurentius geweihte Pfarrkirche, ein im Kern romanisch-gotisches Gebäude, welches erstmals zwischen 1260 und 1269 als Pfarrkirche erwähnt wurde. Um 1851 zerstörte ein Feuer die Kirche. Daraufhin wurde sie wieder großteils aufgebaut und dient bis heute als Pfarrkirche der Pfarre Glanhofen.
Bis zum Jahr 1973 war Glanhofen eine eigenständige Gemeinde. Im Zuge einer Neugliederung wurde Glanhofen eingemeindet und bildet heute mit 11 weiteren Katastralgemeinden die Stadtgemeinde Feldkirchen in Kärnten.

## Geographie/Geologie und Topographie
Glanhofen liegt 4 km südwestlich von Feldkirchen in Kärnten.
Westlich von Glanhofen liegen die bis 1973 zur Gemeinde Glanhofen gehörenden Ortschaften St.Nikolai sowie Dolintschig. Topographisch gesehen, befindet sich der Berg „Hoher Gallin“ mit 1049 Metern Höhe südlich des Ortes und ist damit die höchste Erhebung um Glanhofen herum. Nahe Glanhofen befinden sich zudem die Ossiacher Tauern.
Ebenfalls erstrecken sich nordwestlich von Glanhofen das Bleistätter Moor und der Ossiacher See.
Geologisch betrachtet, befinden sich unter Glanhofen Ablagerungen, die bei Gletscherbewegungen verschoben respektive angehäuft wurden (Moräne/Moränenstreu).

## Kultur und Sehenswürdigkeiten

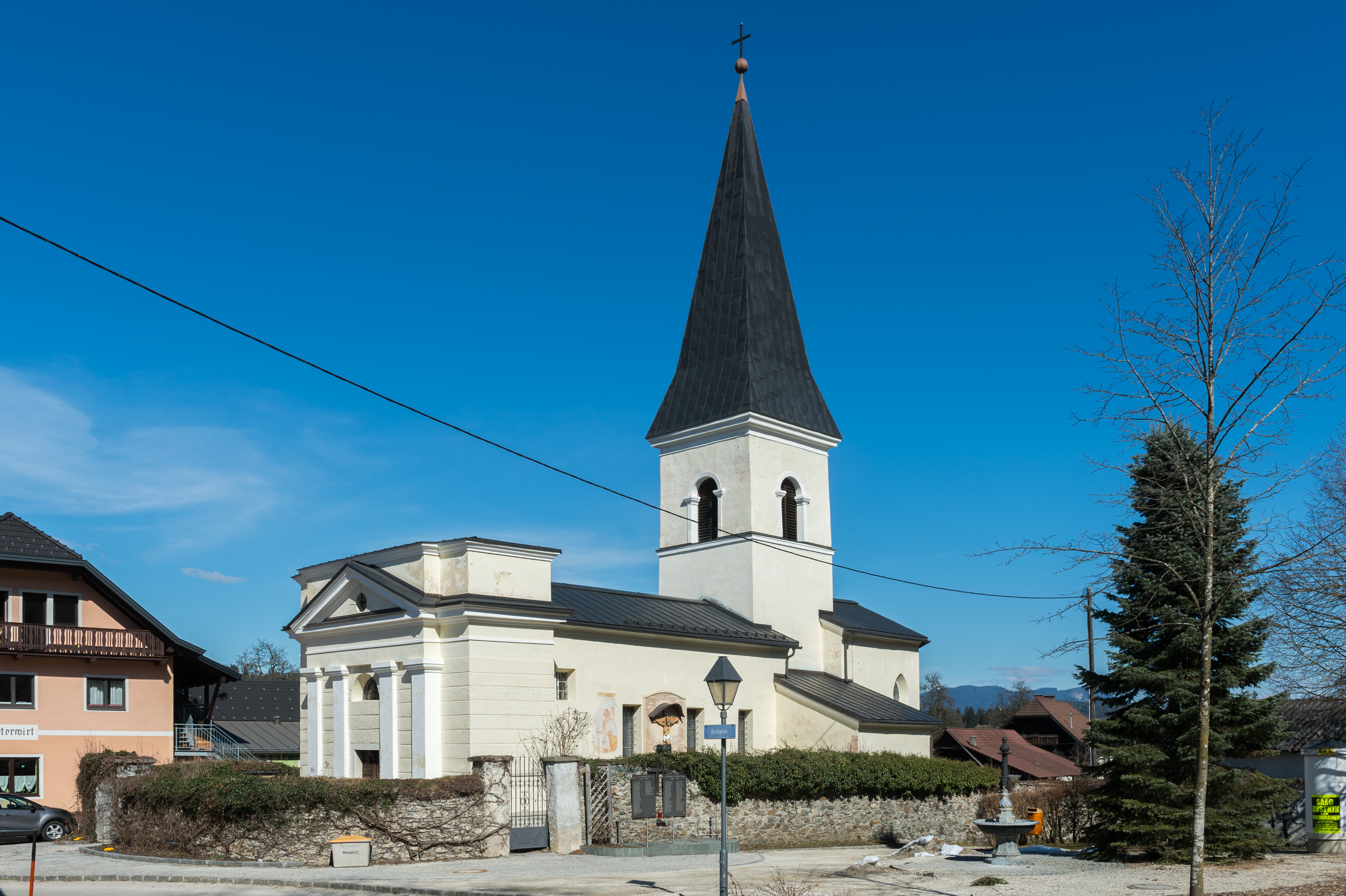
Pfarrkirche Glanhofen

Eine Sehenswürdigkeit im Ort ist die Pfarrkirche Glanhofen. Etwas weiter nordwestlich vom Ort befindet sich die Burgruine Prägrad. Zudem war ein Straßenabzweig in der Nähe von Glanhofen Drehort des Filmes „Hochwürden drückt ein Auge zu.“ (1971)

## Veranstaltungen
Alle zwei Jahre findet am Dorfplatz Glanhofen auch das Frühlingsfest zugunsten der Kärntner Kinderkrebshilfe statt. Die Adventsaktion Advent im Dorf, die immer abwechselnd in St. Nikolai und Glanhofen stattfindet, ist eine weitere Attraktion, die die Katastralgemeinde Glanhofen in Verbindung mit der Dorfgemeinschaft St.Nikolai/Glanhofen zu bieten hat.

## Verkehr

### Schienenverkehr
Der nächste Bahnhof befindet sich in Feldkirchen in Kärnten. Von dort aus verkehrt die S2 im Stundentakt nach Villach, in Gegenrichtung über St. Veit an der Glan nach Klagenfurt.

### Öffentlicher Personennahverkehr
Der Ort sowie das Katastralgemeindengebiet werden vom Postbus-Netz erschlossen, die nächste Haltestelle befindet sich in der Nähe der Kirche. Hier verkehrt die Linie 5202, betrieben durch die ÖBB-Postbus GmbH.

### Infrastruktur
Die Landesstraße 47, auch bekannt als Tauernstraße, ist die zentrale Hauptstraße in Glanhofen, die den Ort auch mit den zur Katastralgemeinde gehörenden Orten/Ortschaften St.Nikolai sowie Dolintschig verbindet. Weiterhin existieren zahlreiche Nebenstraßen, die die Katastralgemeinde mit weiteren Orten wie Höfling, Oberglan, Pernegg und St. Martin/Techelsberg verbinden.

## Ort
Im Ort selbst befinden sich neben der Pfarrkirche Glanhofen, die dem heiligen Laurentius geweiht ist, eine Feuerwache (Freiwillige Feuerwehr Glanhofen), eine Volksschule und ein Kindergarten, der von der Diakonie de La Tour betrieben wird.

## Namensherkunft
Ursprünglich befanden sich nahe dem heutigen Glanhofen mehrere Höfe. Da die Glan in der Nähe liegt, entstand entsprechend im Laufe der Zeit der Name „Glanhofen“.